# Rhipidia punctoria
Rhipidia punctoria är en tvåvingeart som först beskrevs av Alexander 1929.  Rhipidia punctoria ingår i släktet Rhipidia och familjen småharkrankar. Inga underarter finns listade i Catalogue of Life.